# SHA-68
SHA-68 je lek koji deluje kao selektivni, ne-peptidni antagonist neuropeptidnog S receptora . U životinjskim studijama on izaziva uznemirenost, i blokira stimulišuće dejstvo neuropeptida S.

## Spoljašnje veze
|  | Molimo Vas, obratite pažnju na važno upozorenje u vezi sa temama iz oblasti medicine (zdravlja). |